# Leptotarsus zikanellus
Leptotarsus zikanellus är en tvåvingeart som först beskrevs av Alexander 1954.  Leptotarsus zikanellus ingår i släktet Leptotarsus och familjen storharkrankar. Inga underarter finns listade i Catalogue of Life.